# Tony D'Amario
Tony D'Amario (28 maggio 1961 – Parigi, 29 giugno 2005) è stato un attore francese.
È noto per aver ricoperto il ruolo di K2 nel film Banlieue 13.

## Carriera
Di origini italiane, D'Amario inizia la sua carriera di attore nel 1999 in un piccolo ruolo nel film Giovanna d'Arco di Luc Besson. In seguito recita nel film Tanguy di Étienne Chatiliez (2001). Nel 2003 appare nella serie poliziesca Central Nuit. Nel 2004 ha tenuto il suo primo ruolo importante nel film Banlieue 13. Dopo essere apparso in un episodio di The Guardian, nel 2005, D'Amario muore per un aneurisma cerebrale al rientro delle riprese in Cina del film Last Hour di Pascal Caubet.

## Filmografia

### Cinema
- Giovanna d'Arco (The Messenger: The Story of Joan of Arc), regia di Luc Besson (1999)
- La Vérité si je mens! 2, regia di Thomas Gilou (2001)
- Love Bites - Il morso dell'alba (Les morsures de l'aube), regia di Antoine de Caunes (2001)
- Tanguy, regia di Étienne Chatiliez (2001)
- A+ Pollux, regia di Luc Pagès (2002)
- Aram, regia di Robert Kechichian (2002)
- Body Snatch (Corps à corps), regia di François Hanss (2003)
- Lovely Rita, sainte patronne des cas désespérés, regia di Stéphane Clavier (2003)
- Banlieue 13, regia di Pierre Morel (2004)
- Last Hour, regia di Pascal Caubet (2008)

### Televisione
- Central nuit - serie TV, episodio 2x05 (2003)
- Léa Parker - serie TV, episodio 1x04 (2004)
- Le Tuteur - serie TV, episodio 2x01 (2005)